# Scenopinus freidbergi
Scenopinus freidbergi är en tvåvingeart som beskrevs av Kelsey 1981. Scenopinus freidbergi ingår i släktet Scenopinus och familjen fönsterflugor.
Artens utbredningsområde är Israel. Inga underarter finns listade i Catalogue of Life.